# گغام گئورگیان
گغام گریگوری گوورگیان (Գեղամ Գրիգորի Գևորգյան؛ زادهٔ ۲۹ آوریل ۱۹۵۸) یک ریاضی‌دان اهل ارمنستان است. که از تاریخ ۱۵ اکتبر ۲۰۱۸ تا تاریخ ۲۲ ژانویه ۲۰۱۹ در دولت نیکول پاشینیان سمت وزیر کشاورزی ارمنستان را برعهده داشت. -->

## زندگی‌نامه
در ۲۹ آوریل ۱۹۵۸ در ایروان به دنیا آمد و از دانشگاه دولتی ایروان فارغ‌التحصیل شد. وی همچنین برنده نشان آنانیا شیراکاتسی شده‌است.